# Ascotaiwania palmicola
Ascotaiwania palmicola är en svampart som beskrevs av K.D. Hyde 1995. Ascotaiwania palmicola ingår i släktet Ascotaiwania, ordningen Sordariales, klassen Sordariomycetes, divisionen sporsäcksvampar och riket svampar.   Inga underarter finns listade i Catalogue of Life.